# اقتصاد موازي
يقصد بالاقتصاد الموازي الاقتصاد غير المدرج في الناتج المحلي والدخل القومي وغير الواقع تحت مظلة الدولة مثل الأعمال الحرفية البسيطة؛ فالسباك مثلاً يتقاضى أجراً غير مدرج في أي حسابات بل أنه لا يدفع ضرائب من الأساس، وليس له محل بل يستدعى لإنجاز إصلاحات من البيت وقد يكون موظفاً في إحدى الجهات وبالتالي يكون غير معروف وكثير من هذه الأحوال مثل بعض أعمال المقاولات والصيانة والبعض يتطور ويقيم بعض الصناعات الصغيرة في بعض الأماكن النائية وتكون غير خاضعة لأي نوع من الرقابة وضبط الجودة وتحقيق المواصفات وتحقق دخولاً مرتفعة وهذه الظاهرة تنتشر في الدول النامية والفقيرة التي لا توجد فيها رقابة قوية للدولة.
ويوجد الكثير من الامثلة مثل تربية الدواجن والاغنام في الارياف والمدن الصغير التي لا تخضع لرقابة الدولة فهي تمثل مصدر الدخل الوحيد لكثير من العائلات وتساند الاقتصاد الوطني وتحافظ على التوازن في اسعار السوق رغم انها غير مسجلة في بيانات الدولة الا بشكل احصائي تقديري.